# Aline Rotter-Focken
Aline Rotter-Focken, nata Focken (Krefeld, 10 maggio 1991), è una lottatrice tedesca, specializzata nella lotta libera, campionessa mondiale nel 2014 nella categoria fino a 69 kg e vincitrice di una medaglia d'oro ai Giochi olimpici di Tokyo 2020 nella categoria fino a 76 kg. Ha partecipato alle Olimpiadi di Rio de Janeiro 2016 terminando in nona posizione nella stessa categoria di peso. Si è ritirata dalle competizioni agonistiche all'età di trent'anni al termine del 2021.

## Palmarès
- Giochi olimpici

Tokyo 2020: oro nei 76 kg.
- Mondiali

Tashkent 2014: oro nei 69 kg.
Las Vegas 2015: bronzo nei 69 kg.
Parigi 2017: argento nei 69 kg.
Nur-Sultan 2019: bronzo nei 76 kg.
- Europei

Tbilisi 2013: bronzo nei 67 kg.
Bucarest 2019: bronzo nei 76 kg.
Roma 2020: bronzo nei 76 kg.
- Giochi europei

Baku 2015: bronzo nei 69 kg.